# Liste der Eingemeindungen in die Stadt Gardelegen
Mit dem Abschluss der Eingemeindungen in die Stadt Gardelegen am 1. Januar 2011 ist die Hansestadt die flächenmäßig drittgrößte Stadt Deutschlands und die größte Stadt Deutschlands, die nicht zugleich ein Land ist.
In der ersten Tabelle stehen alle ehemaligen Gemeinden, die direkt nach Gardelegen eingemeindet wurden. Die ehemalige Gemeindefläche ist nicht in allen Fällen nachweisbar. Die Gemeinden, die am selben Tag eingemeindet wurden, werden in alphabetischer Reihenfolge aufgeführt.
In der zweiten Tabelle stehen die ehemals selbständigen Gemeinden in alphabetischer Reihenfolge, die (zunächst) nicht in die Hansestadt Gardelegen, sondern in eine andere Gemeinde eingegliedert wurden. Auch Roxförde, das zwischendurch wieder die Selbständigkeit erreichte, wird hier aufgeführt.

## Eingemeindungen in die Stadt Gardelegen
Die Eingemeindungen fanden am 20. Juli 1950 (vier Gemeinden), am 1. Juli 2009 (fünf Gemeinden), am 1. Januar 2010 (sechs Gemeinden) und am 1. Januar 2011 (18 Gemeinden) statt.
| Ehemalige Gemeinde | Datum      | Zuwachs in ha |
| ------------------ | ---------- | ------------- |
| Ipse               | 20.07.1950 | ?             |
| Weteritz           | 20.07.1950 | ?             |
| Zienau             | 20.07.1950 | ?             |
| Ziepel             | 20.07.1950 | ?             |
| Algenstedt         | 01.07.2009 | 981,97        |
| Berge              | 01.07.2009 | 2812,26       |
| Hemstedt           | 01.07.2009 | 1876,56       |
| Kloster Neuendorf  | 01.07.2009 | 1983,61       |
| Schenkenhorst      | 01.07.2009 | 736,89        |
| Jeseritz           | 01.01.2010 | 1315,13       |
| Potzehne           | 01.01.2010 | 1584,93       |
| Roxförde           | 01.01.2010 | 1561,45       |
| Wannefeld          | 01.01.2010 | 2455,03       |
| Wiepke             | 01.01.2010 | 602,91        |
| Zichtau            | 01.01.2010 | 2341,16       |

| Ehemalige Gemeinde | Datum      | Zuwachs in ha |
| ------------------ | ---------- | ------------- |
| Breitenfeld        | 01.01.2011 | 1598,37       |
| Dannefeld          | 01.01.2011 | 1857,79       |
| Estedt             | 01.01.2011 | 1484,77       |
| Hottendorf         | 01.01.2011 | 1465,69       |
| Jävenitz           | 01.01.2011 | 5371,99       |
| Jeggau             | 01.01.2011 | 1229,98       |
| Jerchel            | 01.01.2011 | 1602,39       |
| Kassieck           | 01.01.2011 | 1050,71       |
| Köckte             | 01.01.2011 | 1764,79       |
| Letzlingen         | 01.01.2011 | 6471,34       |
| Lindstedt          | 01.01.2011 | 1980,00       |
| Mieste             | 01.01.2011 | 3738,34       |
| Miesterhorst       | 01.01.2011 | 2263,82       |
| Peckfitz           | 01.01.2011 | 591,42        |
| Sachau             | 01.01.2011 | 862,61        |
| Seethen            | 01.01.2011 | 999,68        |
| Sichau             | 01.01.2011 | 2251,87       |
| Solpke             | 01.01.2011 | 1586,86       |

## Eingemeindungen in selbständige Orte, die später nach Gardelegen eingemeindet wurden
Die Eingemeindungen fanden in der Zeit vom 20. Juli 1950 bis zum 15. März 1974 (mit Ausnahme des Sonderfalls Roxförde) statt.
| Ehemalige Gemeinde | Datum                            | Anmerkung                                                                              |
| ------------------ | -------------------------------- | -------------------------------------------------------------------------------------- |
| Ackendorf          | 20.07.1950                       | Eingemeindung nach Berge                                                               |
| Laatzke            | 20.07.1950                       | Eingemeindung nach Berge                                                               |
| Lindstedterhorst   | 01.01.1974                       | Eingemeindung nach Lindstedt                                                           |
| Lotsche            | 20.07.1950                       | Eingemeindung nach Seethen                                                             |
| Lüffingen          | 01.01.1974                       | Eingemeindung nach Hemstedt                                                            |
| Parleib            | 20.07.1950                       | Eingemeindung nach Potzehne                                                            |
| Polvitz-Neuemühle  | 20.07.1950                       | Eingemeindung nach Wannefeld                                                           |
| Roxförde           | 01.01.1974 01.07.1989 01.01.2010 | Eingemeindung nach Wannefeld Ausgliederung aus Wannefeld Eingemeindung nach Gardelegen |
| Siems              | 20.07.1950                       | Eingemeindung nach Sichau                                                              |
| Tarnefitz          | 20.07.1950                       | Eingemeindung nach Sichau                                                              |
| Trüstedt           | 15.04.1973                       | Eingemeindung nach Jävenitz                                                            |
| Wernitz            | 15.03.1974                       | Eingemeindung nach Mieste                                                              |
| Wollenhagen        | 01.01.1974                       | Eingemeindung nach Lindstedt                                                           |